# Cementerio de San Fernando (Sevilla)

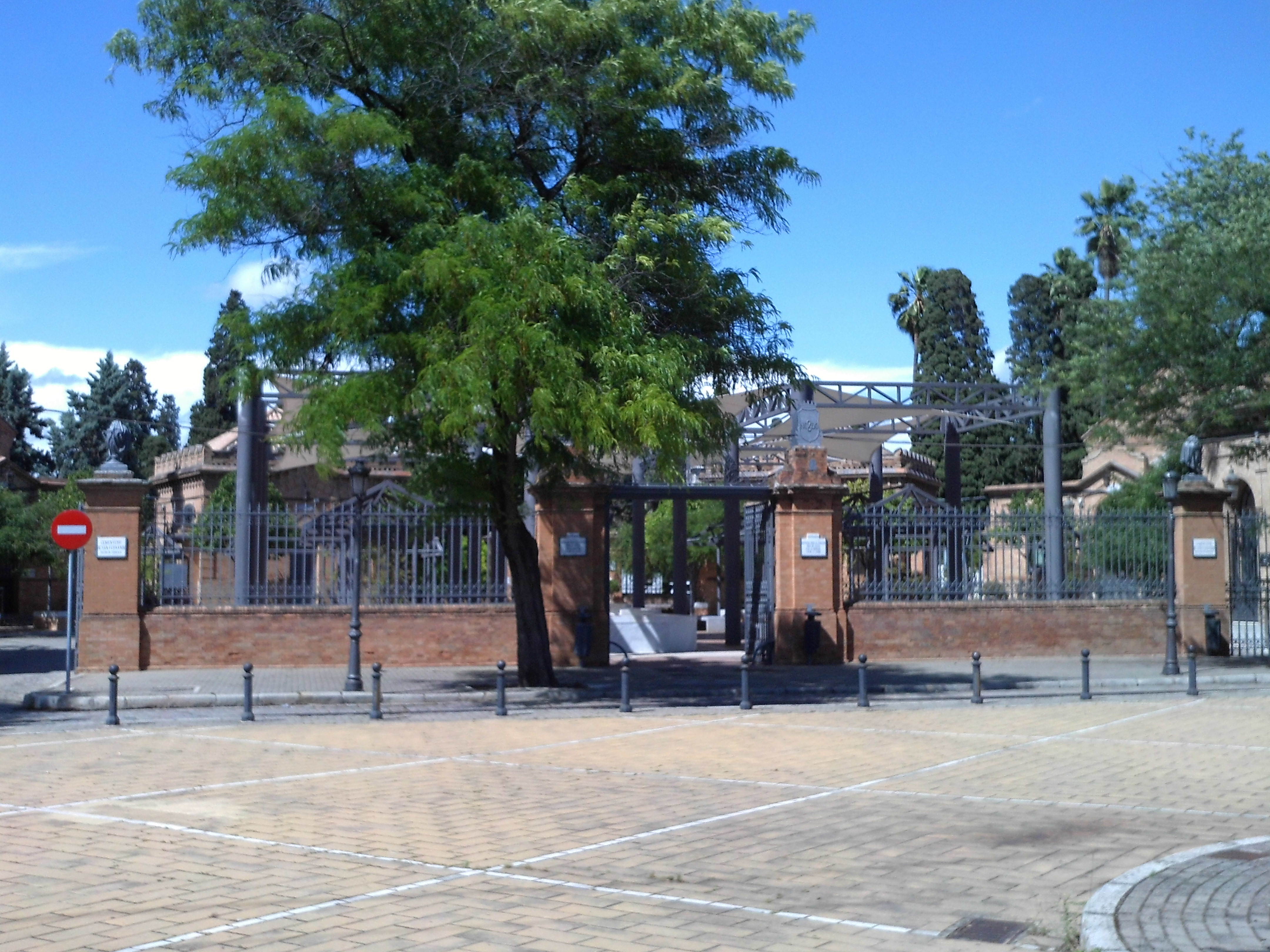
Entrada principal del cementerio.

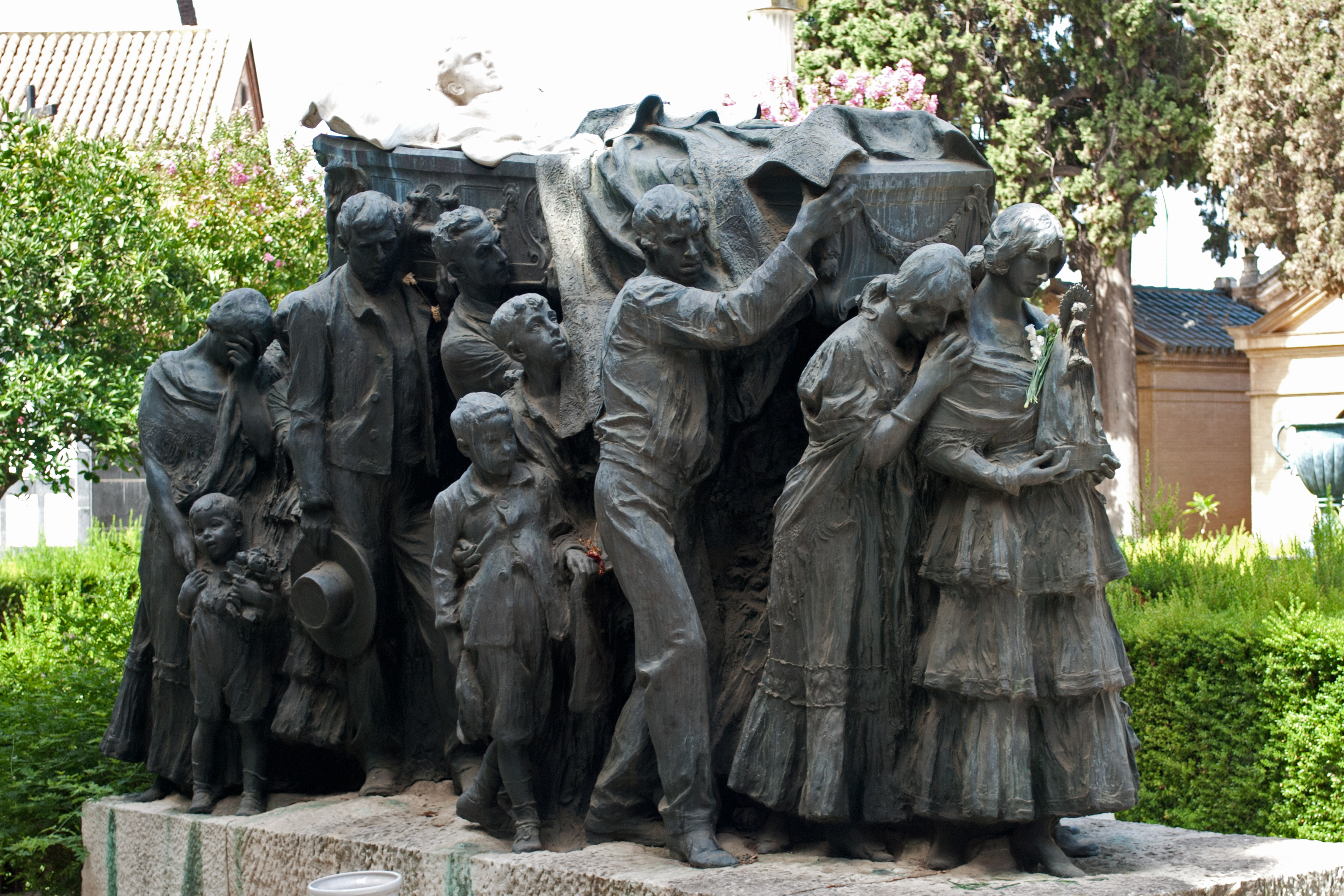
Monumento funerario en la tumba del torero Joselito.

El cementerio de San Fernando se encuentra en el barrio de San Jerónimo, al norte de la ciudad de Sevilla, Andalucía, España. Fue realizado en 1852. Es el único cementerio municipal de la ciudad. Tiene una superficie de 28 hectáreas.

## Descripción
Tiene exactamente 278 483 metros cuadrados de superficie. Su planta tiene forma de pirámide orientada al sur. En el vértice sur se encuentra la entrada, que da acceso a una larga vía de 800 metros en línea recta que tiene 3 tramos separados por dos rotondas. El tramo de 360 metros desde la entrada hasta la rotonda con el crucificado de Antonio Susillo se llama calle de la Fe, desde el crucificado hasta la siguiente rotonda  hay un tramo de 120 metros que se llama calle de la Esperanza, y desde esa rotonda hasta el final hay un último tramo de 240 metros.
La larga vía es cruzada por calles paralelas. Algunas tienen nombres de santos, por ejemplo San Rufino, San Braulio, San Justo, San Teodomiro, San Rómulo y San Geroncio. Casi al final hay dos calles paralelas con los nombres de Virgen María y San Salvador. La mayoría de los bloques para nichos se encuentran en el norte del cementerio, en los últimos 150 metros. El resto está copado por sepulcros individuales y capillas funerarias familiares.

## Historia

### Antecedentes
Hasta el siglo XIX lo habitual era que las clases medias y altas recibieran sepultura en el interior de las iglesias, normalmente bajo lápidas en el suelo. En las Constituciones del Arzobispado de 1609 se decidió que solo se podrían hacer monumentos funerarios dentro de los templos en los casos en que fuera en una capilla costeada por el difunto. Las clases bajas enterraban a sus muertos en los camposantos (cementerios) de parroquias y hospitales. Casi todos los enterramientos tenían lugar en lugares religiosos cerca de la población, que estaba masificada intramuros, aunque hubo algunos camposantos en los arrabales de la ciudad.
Cuando el ilustrado Pablo de Olavide diseñó sus "Nuevas Poblaciones" por Andalucía siempre figuraba en el proyecto un cementerio a las afueras del pueblo, pero cuando Olavide fue asistente de Sevilla no consta que acometiera ninguno con estas características.
Entre 1800 y 1801 hubo una epidemia en la ciudad que mató a unas 14 000 personas. Esto provocó que se creara un gran cementerio provisional en unos terrenos cercanos al hospital de San Lázaro, al norte de la ciudad.

#### Cementerio de San Sebastián
El primer cementerio público municipal construido extramuros fue el de San Sebastián en la década de 1820. En el siglo XVII ya había algunos enterramientos cristianos cerca de la Iglesia de San Sebastián, que se habían ido acumulado con motivo de las epidemias de peste del 1600 y de 1649. Sin embargo el lugar no estaba adecentado para tal fin, como consta en un escrito del asistente (alcalde) de la ciudad y miembro de la Hermandad de San Sebastián, Pedro Esteban de Morales, de 1728.
En 1819 la Hermandad de San Sebastián creó un cementerio privado en el atrio de la Iglesia de San Sebastián para sacar un beneficio con los enterramientos. En 1821 el cabildo catedralicio pedirá una autorización a la hermandad para algo similar y al final construirá unos nichos en la pared norte. El arquitecto Julián de la Vega diseñará en 1825 un cementerio público con 202 nichos a espaldas de la Iglesia de San Sebastián. Las obras terminaron en torno a 1828. Los nichos se alquilaban por 7 años y también había una fosa común para los pobres.
La saturación de cuerpos, la acumulación de agua en el entorno y la falta de conservación del recinto provocó que este estuviera ruinoso en la década de 1850. Fue clausurado en 1885.
En la Colección Brinsley Ford de Londres se conservan dos dibujos de este cementerio realizados por Richard Ford en 1831:

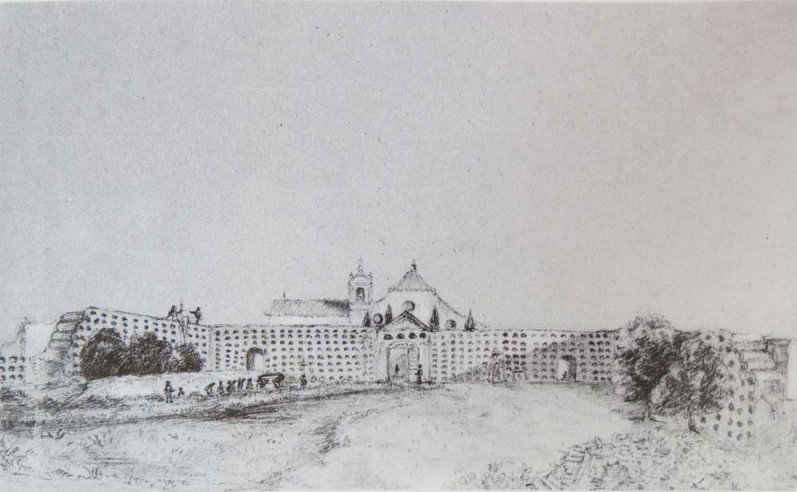
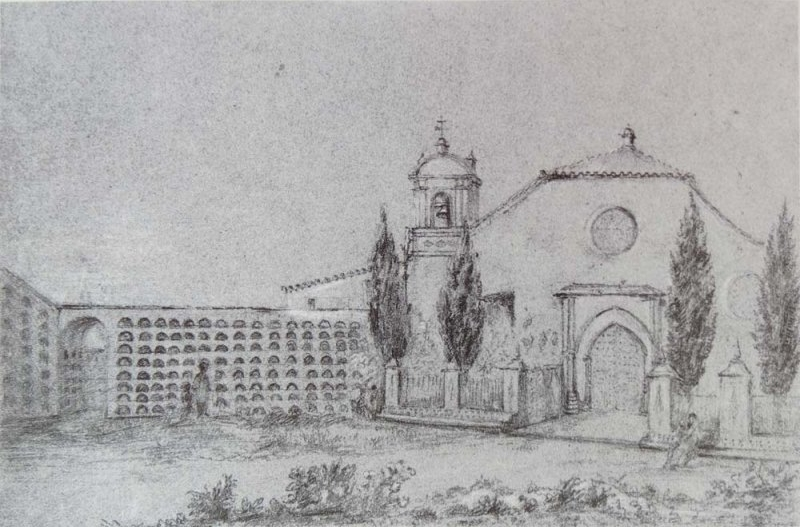

#### Cementerio de San José
En 1832 el arquitecto municipal Melchor Cano elaboró un plano para construir un cementerio público en la "haza de Antequera o de la Cerragera, que linda con la de Armijo, propia del monasterio de la Cartuja". Se inauguró el 1 de marzo de 1833. Aunque nunca estuvo en ruinas, no correspondía con el proyecto de crear un cementerio general para la ciudad, y como se estaba quedando pequeño hasta para el barrio de Triana, finalmente se cerró en 1885. Los cuerpos allí enterrados fueron exhumados en 1901 y el terreno municipal fue vendido en 1907. El Patronato Municipal de la Vivienda edificó en 1924 en esa parcela la barriada de San José.

### Cementerio de San Fernando

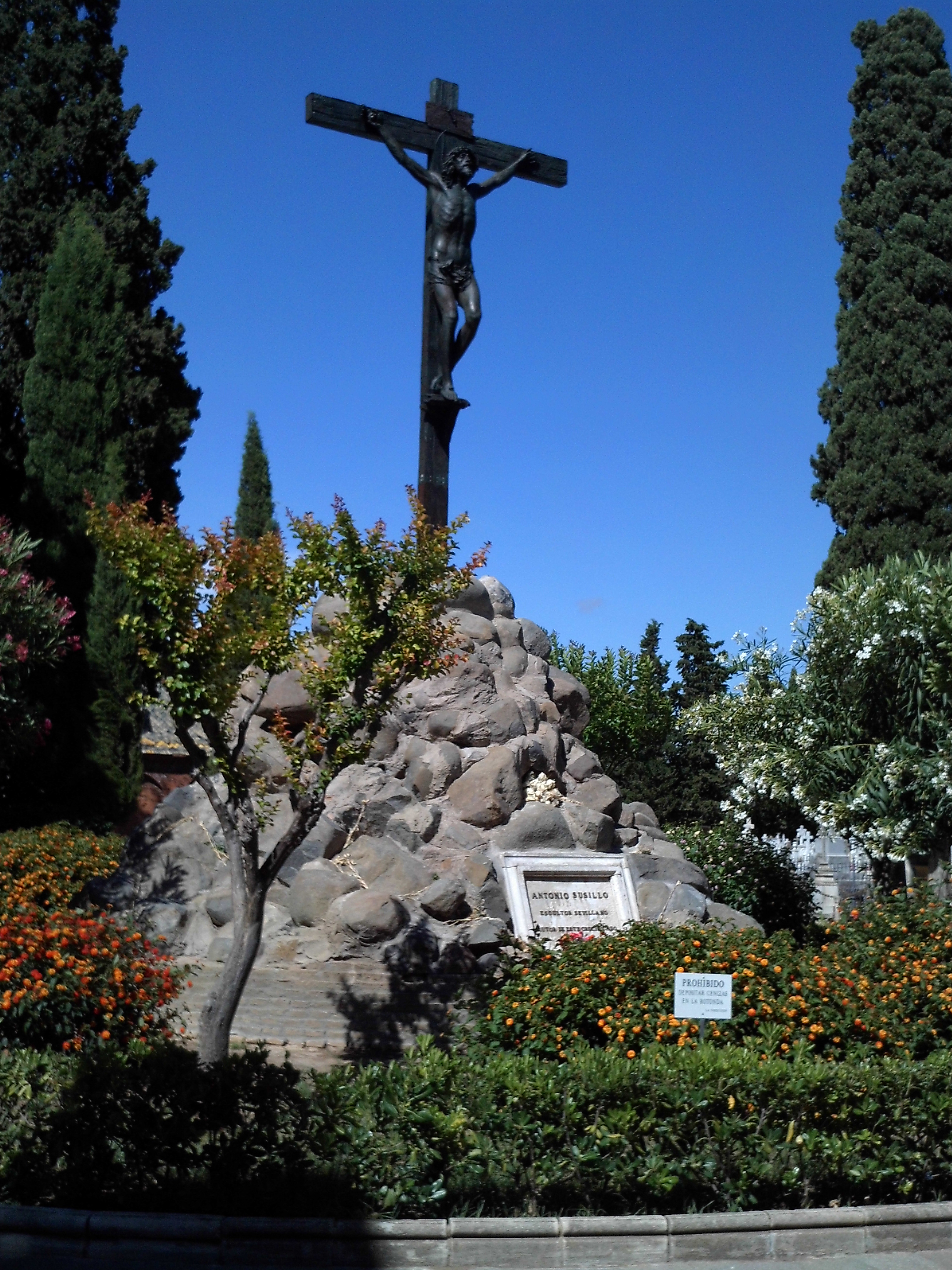
Cristo de las Mieles, realizado en bronce por Antonio Susillo en 1895.

La Ayuntamiento decidió crear una gran necrópolis para dar servicio a la ciudad y el terreno elegido finalmente fue el de San Lázaro, al norte de la ciudad. En 1851 el arquitecto municipal Balbino Marrón y Ranero presentó un borrador de su proyecto para el cementerio. En él propuso crear pocos nichos (solo para forasteros y gente sin familia) y que la mayoría de la gente fuese enterrada en sepulturas en el suelo. Aunque en la creación del cementerio de Gijón de 1850 los nichos se consideraban señal de distinción, lo habitual en España era lo contrario. En lo que respecta a las sepulturas de familia, Balbino Marrón dispuso la creación mausoleos o panteones para "magnates" y grandes sepulturas donde cupiesen de 25 a 30 personas, como ya había en el cementerio de San Sebastián. El cercado del recinto finalizó en 1852 y el nombre de San Fernando se escogió el 3 de diciembre de 1852. El 24 de diciembre de ese mismo año el Ayuntamiento redactó la primera ordenanza al respecto del funcionamiento de un cementerio público: Ordenanzas formadas por el Escelentísimo (sic) Ayuntamiento de Sevilla con motivo de empezar desde el 1º de enero de 1853 las inhumnaciones en el nuevo cementerio de S. Fernando. Las instalaciones fueron bendecidas el 3 de enero de 1853.

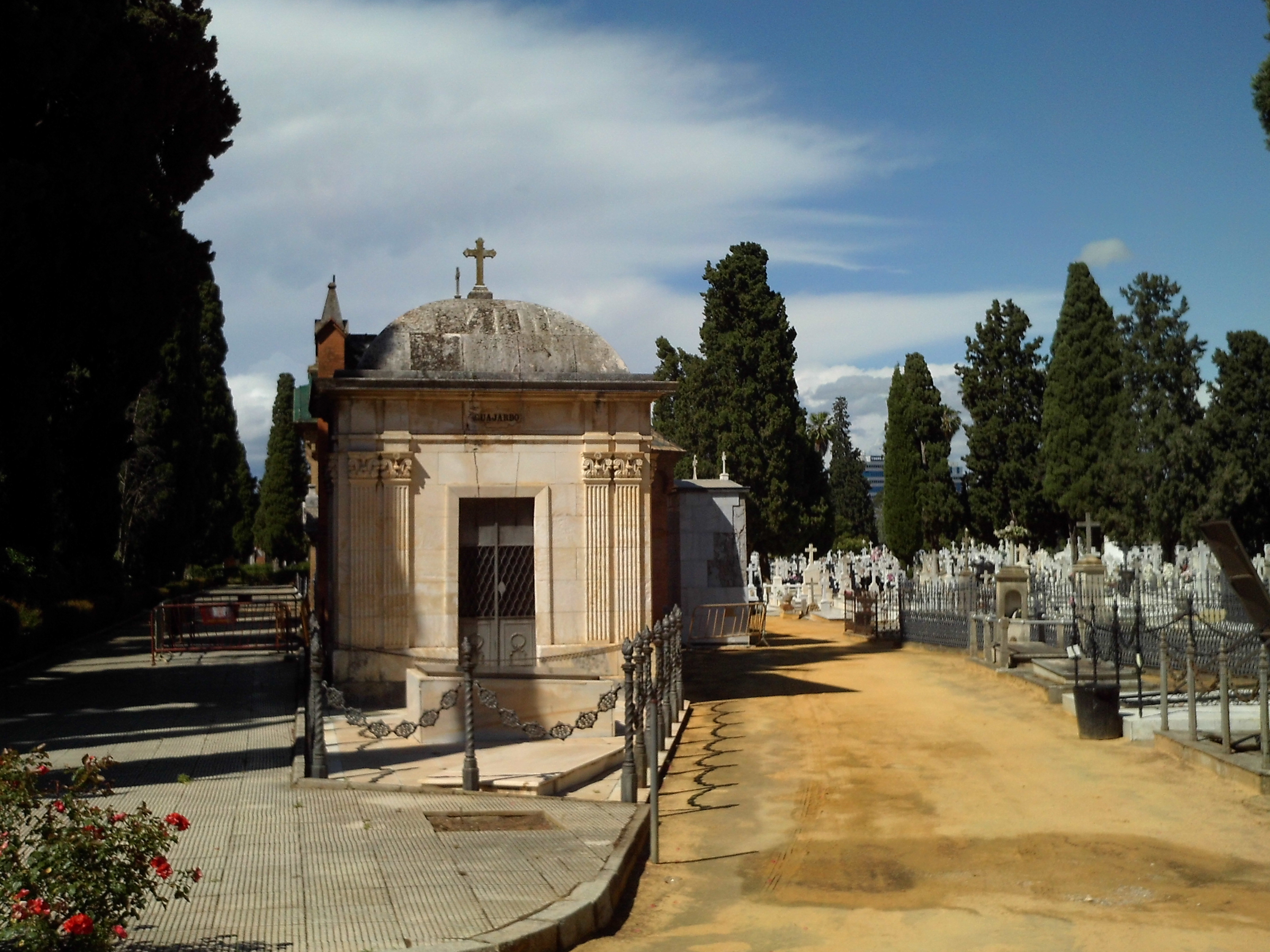
A la izquierda, el panteón de los Riquelme, diseñado en 1888 por Juan Talavera de la Vega.

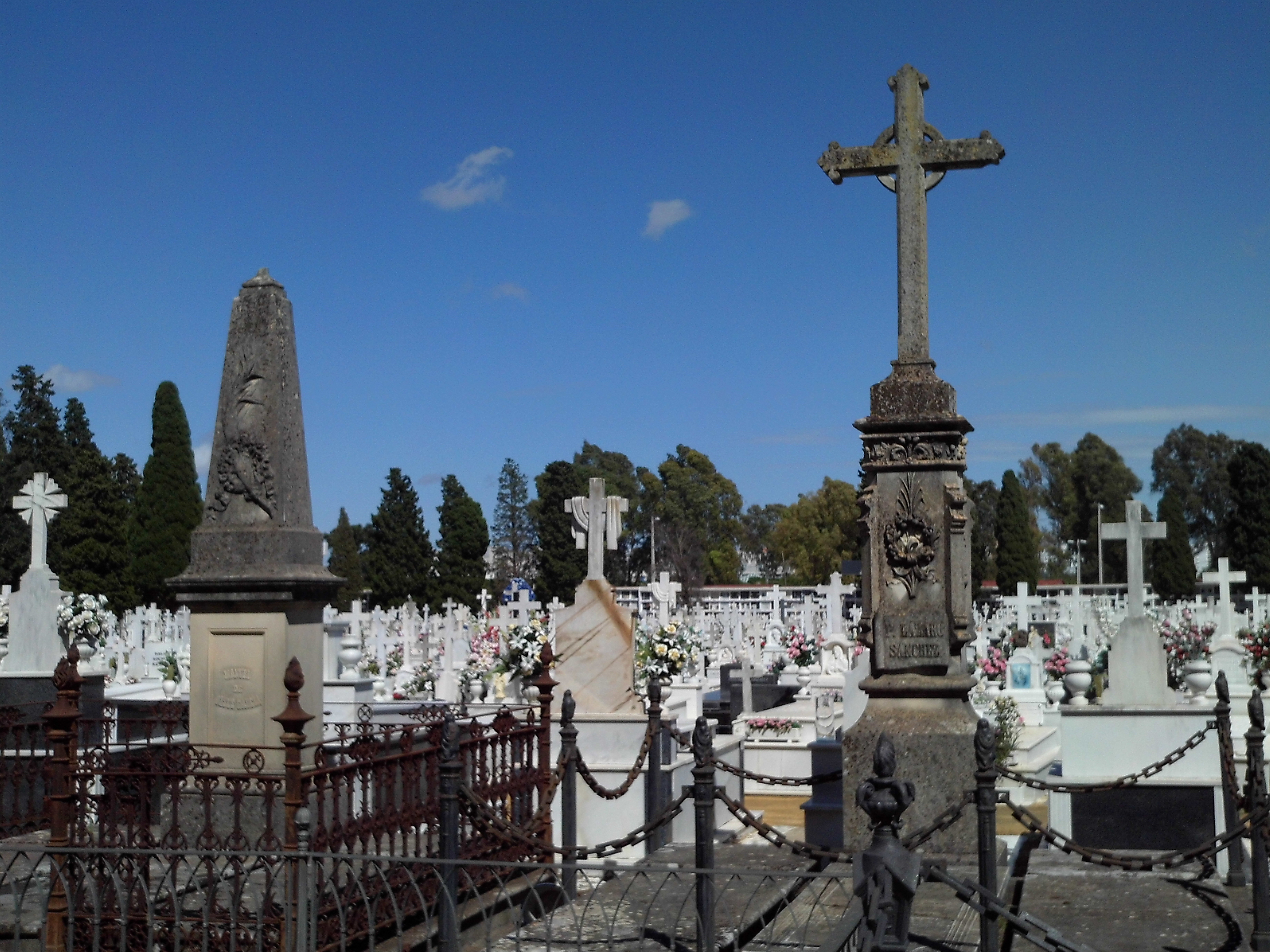
Tumbas en el cementerio.

Desde que el cementerio abrió comenzaron los enterramientos en varias formas, dependiendo del coste, según las ordenanzas. Habría sepulcros individuales de primera, segunda y tercera categoría y, tras estas, se habilitarían sepulcros individuales para varias personas y, en el último nivel, zanjas para varias personas. En el otro extremo, se construirían tumbas con monumentos funerarios y panteones familiares. Algunos de estos panteones fueron diseñados por el propio Balbino Marrón.
En 1861 el Ayuntamiento decidió colocar un monumento a los caídos de la guerra de África. José de la Coba Mellado diseñó un monumento de piedra inspirado en las tumbas de Asia Menor (sobre todo licias). El monumento contaría también con unas placas con los nombres de los allí sepultados y un agradecimiento de la ciudad a todos ellos. Sobre el pedestal hay un cubo con un relieve donde una figura femenina que representa la Victoria corona a un león. Sobre el dado hay una columna con un fuste dórico rematada por unas balas de cañón y una cruz.
En 1884 Francisco Aurelio Álvarez Millán diseñó la portada y en 1886 diseñó dos edificios franqueándola que se usarían para la gestión del lugar. En 1894 Juan José López Sáez diseñó dos casetas para guardias en la parte trasera de la portada, a ambos lados de la avenida principal.
En 1895 el escultor Antonio Susillo realizó un crucificado. No se sabe quién le encargó realizarlo. El 22 de diciembre de 1896 Susillo se suicidó. En junio de 1897 el Ayuntamiento se propuso colocar en una rotonda de la avenida principal del cementerio el crucificado de Susillo. En octubre de 1897 el Ayuntamiento compró el crucificado por 14 000 pesetas. Este fue colocado sobre una recreación del Gólgota en 1907. El Cristo está realizado en bronce y el monte está realizado con rocas apiladas. Fue bautizado por la gente como el Cristo de las Mieles porque en el verano de 1907 brotó miel de su boca. Esto se interpretó como un milagro, aunque la explicación más probable es que el calor provocase que se derritiese un panal del interior de su boca.
Aunque Balbino Marrón proyectó en 1851 un cementerio con una gran cantidad de espacios ajardinados, a comienzos del siglo XX solo había dos hileras de cipreses flanqueando la avenida principal y algunos árboles de pequeño porte cerca de algunas tumbas.
Muchos de los arquitectos más conocidos de la ciudad de principios del siglo XX realizaron panteones o tumbas en este cementerio. Aníbal González realizó los proyectos de los panteones de Aníbal Fernández Agreda (1918), Francisco López Borda (1919) y Manuel Cañas Martínez (1920). En  1913 el mismo arquitecto diseñó el panteón de la familia González Álvarez-Ossorio, que tiene en su interior una réplica del Cachorro, un crucificado de Triana.

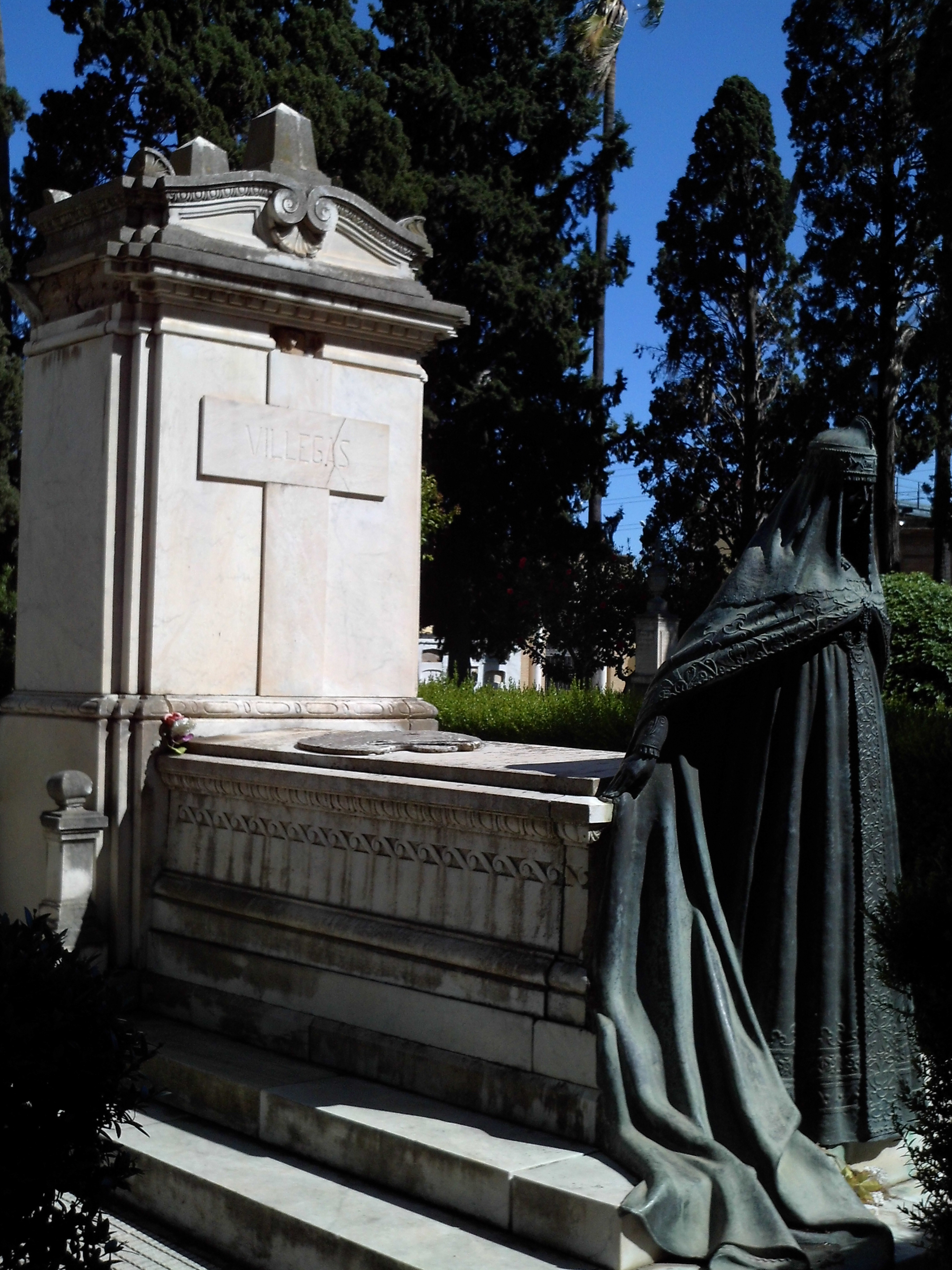
Tumba del pintor José Villegas.

Vicente Traver realizó unas tumbas sencillas a cargo de José Gastalavaner Gimeno (1926). Antonio Illanes realizó una lápida con una cruz sobre el suelo en la tumba familiar de la familia Palomeque. Juan José López Sáez realizó cruces con pedestal para el panteón de María Melantuche (1924). El monumento funerario de bronce de Joselito el Gallo fue diseñada por Mariano Benlliure en noviembre de 1921 y la tumba quedó terminada en su actual ubicación en 1926. La escultura, que muestra a varias personas transportando el ataúd abierto, motivó una visita de Alfonso XIII en 1930.
En 1926 Gabino Amaya diseñó una escultura en bronce para la sepultura del pintor José Villegas Cordero. La obra está inspirada en el cuadro El triunfo de la dogaresa, que se encuentra en Washington D. C.. Se trata de una persona de grandes dimensiones con una túnica.
Otro panteón destacable es el de Juan Vázquez de Pablo, diseñado por Antonio Arévalo en 1927. Se trata de una cripta rodeada por una verja. Sobre la cripta hay un Jesús yacente de piedra blanca realizado por Manuel Delgado Brackenbury en 1930.
El cementerio también cuenta con varias capillas funerarias. Una de las capillas del cementerio diseñadas por Aníbal González es la más grande del recinto. Se trata de la capilla de Emilia Scholtz, viuda de Cayetano Luca de Tena y Álvarez Ossorio. Fue diseñada en 1912. Tiene 137 metros cuadrados. Es de estilo neorrenacentista. Cuenta con una pequeña escalinata de granito en la parte delantera y los muros son de piedra caliza.
En 1917 se redactaron unas ordenanzas nuevas, aunque sin cambios especialmente reseñables. El 4 de marzo de 1932, durante la II República, se ordena derribar el muro creado en el siglo XIX entre el cementerio de disidentes y el camposanto católico. Los disidentes eran los no católicos que iban a parar al cementerio, los suicidas, los niños sin bautizar y los condenados a muerte por garrote.
En la II República también se dispuso que cementerio de San Fernando se rotulase simplemente como cementerio municipal. El 1934 se aprobó una nueva ordenanza municipal para el funcionamiento del cementerio, donde para reforzar su carácter laico se suprimió al capellán.
En 1936, con el comienzo de la Guerra Civil y la represión de Queipo de Llano en la ciudad, se enterró en fosas comunes en el cementerio a los represaliados. Entre los represaliados estuvieron el líder andalucista Blas Infante, 22 concejales de izquierda y unos 4500 sevillanos (probablemente comunistas y anarquistas). Las tres fosas que fueron usadas en la guerra civil son llamadas Pico Reja, Monumento (que cuenta con un monumento conmemorativo de 2003, una columna y una cruz) y Antigua.

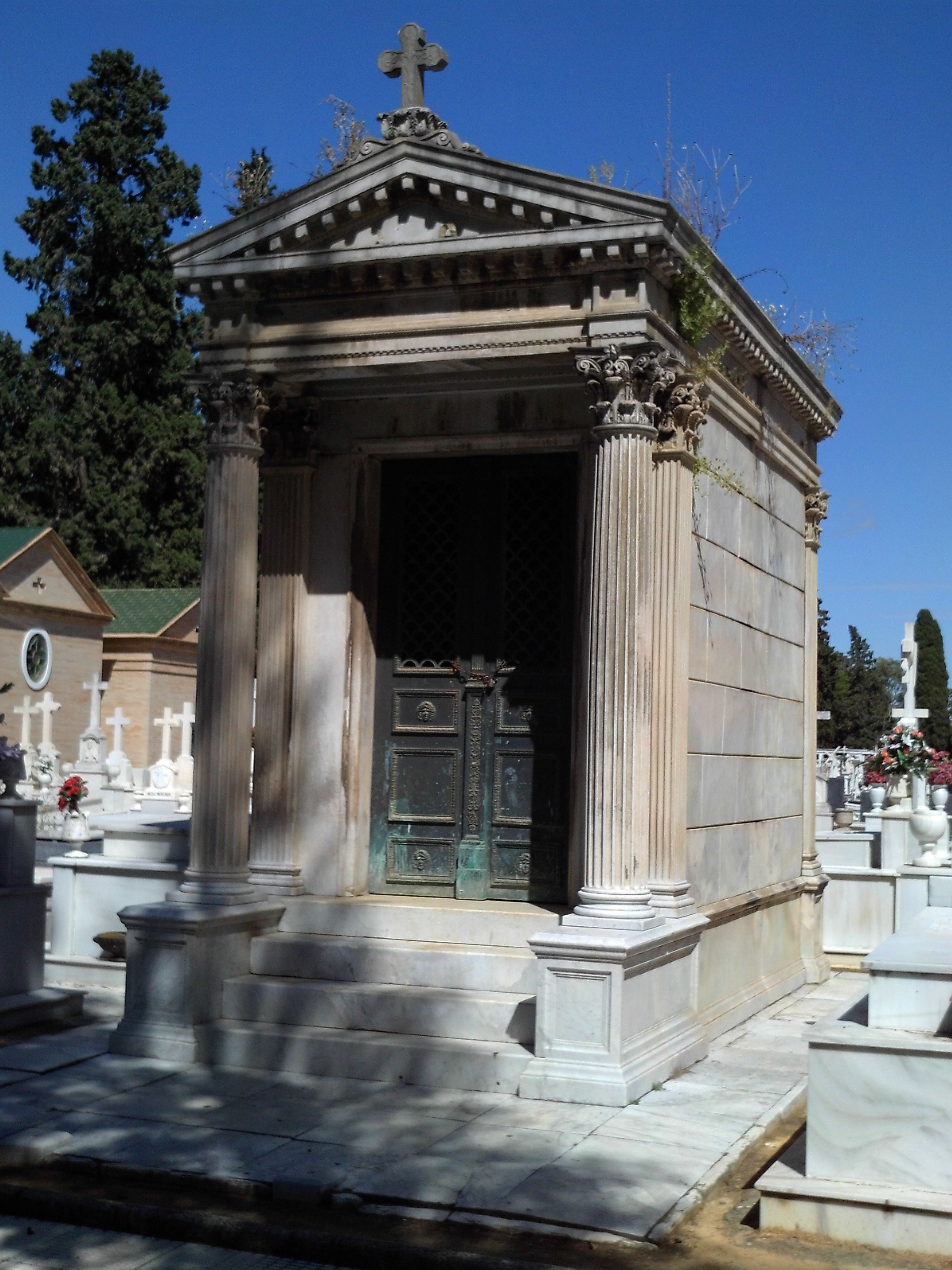
Panteón de la familia Olave. Fue diseñado en 1886 por Joaquín Fernández Ayarragay.

En el cementerio hay un total de ocho fosas comunes que se fueron usando desde 1852 a la década de 1960. Salvo las tres de la Guerra Civil, las otras cinco fueron usadas para indigentes y cuerpos no reclamados. En las ocho fosas reposan un total de 28 997 cuerpos.
Tras la el periodo republicano el cementerio recuperó su nombre. En 1937 y 1938 se realizaron obras de mejora en la avenida principal, en la rotonda del Cristo de las Mieles y los edificios del cementerio. En 1940 se trasladaron los restos de Antonio Susillo desde su tumba a debajo de la escultura del crucificado, y se colocó una placa de bronce donde se dice que ahí reposan sus restos.
En junio de 1936 estaba presupuestada la creación de un nuevo cementerio municipal. No obstante, en 1941, con las arcas públicas mermadas tras la guerra, se decidió acometer una ampliación hacia el norte del cementerio de San Fernando. Esta ampliación fue recepcionada en 1945. No obstante, se realizaron algunas obras de mejora en la segunda mitad de los años 40. En la ampliación de los años 40 se hicieron varios bloques para nichos.
En 1947 Juan Talavera y Heredia diseñó una capilla funeraria para los escolapios. Se trata de un edificio que se aparta un poco de su etapa "andalucista" y que viene a enmarcarse más en el movimiento moderno. Está realizado en ladrillo visto y tiene un volumen delantero con forma de cruz. En la parte delantera tiene grabada las letras griegas alfa y omega.
El primer horno crematorio del cementerio se colocó en 1986. El segundo horno crematorio se colocó en 1994. En el 2000 se construyeron junto a la entrada unos edificios para cuatro hornos crematorios. Finalmente, estos edificios solo albergaron tres. En los años 2000 parecía necesaria la expropiación de 32 naves del polígono industrial San Jerónimo, al norte del cementerio, para hacer nuevos nichos en ese terreno. No obstante, el aumento del número de incineraciones hizo que no se acometiese esta ampliación.
En el 2000 se hizo una ampliación del cementerio por la zona sureste. En 2007 el Ayuntamiento puso toldos y otras mejoras en la entrada principal del cementerio.

## Sepulturas de pérsonas célebres

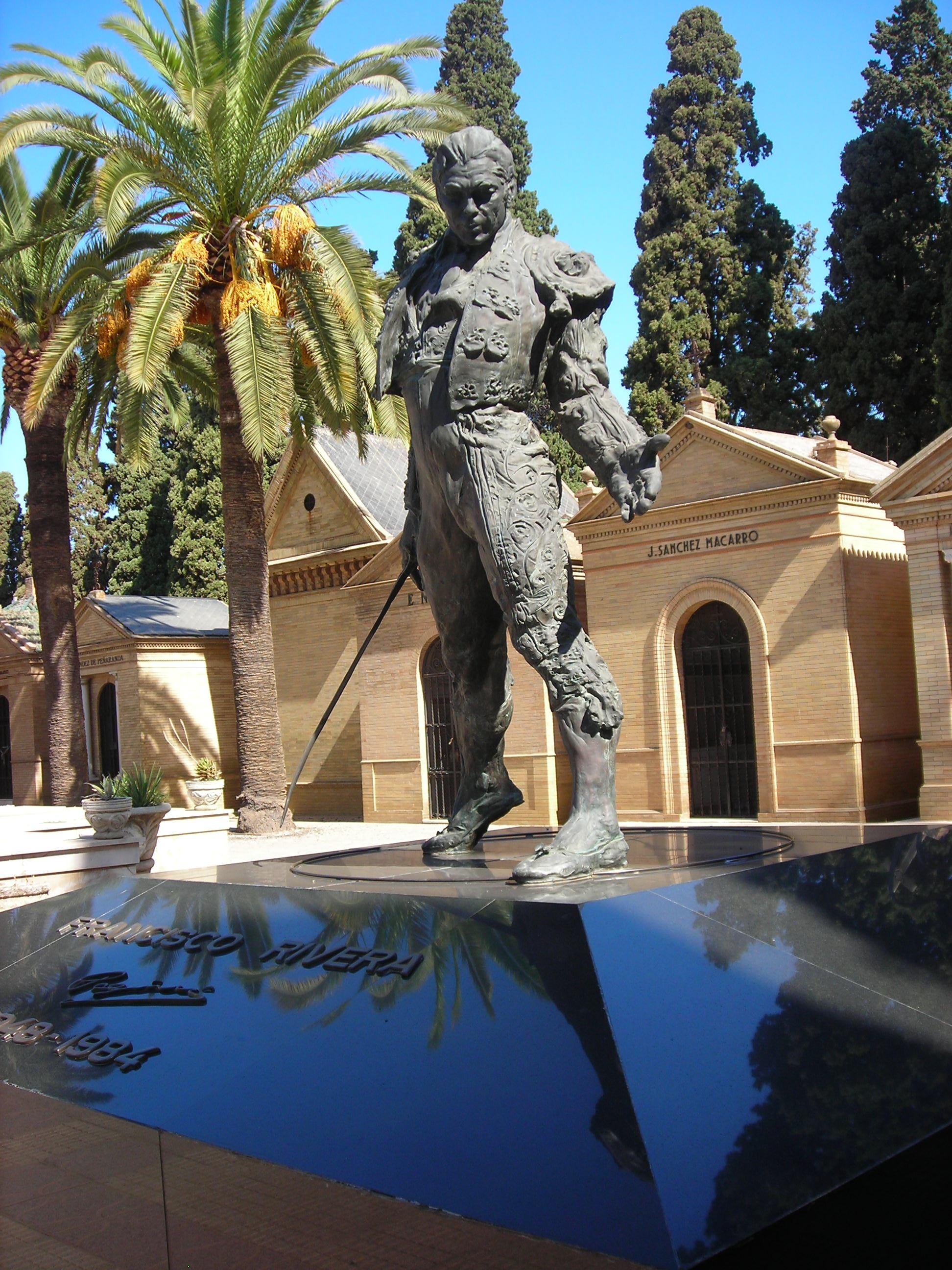
Tumba del torero Francisco Rivera, apodado Paquirri.

- Aníbal González Álvarez-Ossorio (1876-1929), arquitecto y constructor.
- Antonio Ruiz Soler, apodado "el Bailarín" (1921-1996).
- Antonio Puerta (1984-2007), jugador del Sevilla FC.
- Antonio Machín (1903-1977), cantante cubano de boleros.
- Antonio Susillo (1857-1896), escultor.
- Arturo Pavón (1882-1959), cantaor flamenco.
- Diego Martínez Barrios (1883-1962), presidente de las Cortes, presidente del Gobierno y Presidente de la II República.
- El Carbonerillo, (1906-1937), legendario cantaor flamenco.
- Antonio Núñez Montoya, apodado "el Chocolate" (1930-2005), cantaor flamenco.
- Manuel García Cuesta, apodado "Espartero" (1865-1894), torero.
- El Pali (1928-1988), cantante de sevillanas y fandangos, autor.
- Gertrudis Gómez de Avellaneda (1814-1873), poetisa y dramaturga cubana.
- Gitanillo de Triana (1904-1931), torero.
- Francisco Rivera, apodado "Paquirri" (1948-1984), torero.
- Ignacio Sánchez Mejías (1891-1934), torero.
- José Gómez Ortega, apodado Joselito el Gallo (1895-1920), torero.
- José Villegas Cordero, pintor.
- Juan Belmonte (1892-1962), torero.
- Juanita Reina (1925-1999), cantante de copla.
- Pastora María Pavón Cruz, apodada como "la Niña de los Peines" (1890-1969), cantaora flamenca.
- Manolo González (1929-1987), torero.
- Manuel Vázquez Garcés, conocido como Manolo Vázquez (1930-2005), torero.
- Manuela Vargas (1937-2007), bailaora flamenca.
- María Jiménez (1950-2023), cantante, bailaora y actriz.
- Marifé de Triana (1936-2013), cantante de copla y actriz.
- Niño Ricardo (1904-1972), guitarrista flamenco.
- Paco Gandía (1919-2005), humorista y actor.
- Paquita Rico (1929-2017) Cantante de copla y actriz.
- Pepe Luis Vázquez (1921-2013), torero.
- Rafael Gómez Ortega, apodado el Gallo (1882-1960), torero.
- Ramón Sánchez Pizjuán (1900-1956), presidente del Sevilla FC.
- Tomás Pavón (1893-1952), cantaor de flamenco.
- Víctimas del barco de vapor noruego Gulnes (1936).

## Otros cementerios cercanos

### Cementerio de los Ingleses
En los siglos XVI y XVII constan algunas propuestas para tener un camposanto para los ingleses (anglicanos) que falleciesen en España. En 1830 se inauguró el Cementerio Inglés de Málaga y en 1853 el de Madrid. En 1854 el comerciante inglés Juan Cuningham decidió crear un cementerio anglicano en unos terrenos cedidos por el industrial Carlos Pickman. Cuningham presentó un plano al Ayuntamiento. Se trataba de un cementerio de planta trapezoidal y tumbas neogóticas. Finalmente se decidió encargar el plano a un arquitecto titulado. Por ello, Balbino Marrón elaboró un plano donde las tumbas se intercalaban con vegetación, al estilo inglés, dando a la vegetación un protagonismo más grande, si cabe, que a su proyecto original del cementerio de San Fernando. El vicecónsul en la ciudad era John B. William. 
Este cementerio se inauguró en 1855 con el nombre de cementerio San Jorge, que es el santo patrón de Inglaterra. Tiene una planta de 80 metros de largo por 30 metros de ancho. Se encuentra en la calle Marruecos, junto al Monasterio de San Jerónimo, a unos 500 metros al noroeste del cementerio de San Fernando.
Con la ley 29 de abril de 1855 el Gobierno de la nación dispuso la obligatoriedad de crear cementerios para no católicos en las ciudades.

### Cementerio musulmán
Durante la Guerra Civil se trajeron tropas de voluntarios del Protectorado Español de Marruecos para combatir. En 1936 se creó en la zona noroeste del cementerio municipal un cementerio musulmán, separado del cristiano, que tiene su entrada al sur de la calle Medina y Galnares. Fue diseñado por el arquitecto municipal Francisco Pérez Bergalí. Cuenta con una portada de estilo arabesco. En su interior está dividido en dos áreas contiguas separadas con un muro. La primera está parcelada para 12 sepulturas de hombres adultos y la segunda está parcelada para 74. Tiene unos 40 metros de largo por 20 de ancho. En la primera parcela hay una losa que informa de la construcción del cementerio en el "1356 H/1936C" siendo alcalde de la ciudad el marqués de Soto Hermoso y arquitecto municipal Francisco Pérez Bergalí.

### Cementerio judío
Los judíos comenzaron a enterrarse en el cementerio de San Fernando en 1883 y en el año 2010 había unas 60 tumbas hebreas. Dentro de la zona de disidentes (cuyo muro fue derruido en los años 30) había una zona donde solo había judíos porque en abril de 1900 se le cedió a esta comunidad una franja de terreno de 70 metros cuadrados para su uso. En 1943 se cedió una parcela de terreno a Aarón Soto en el "cementerio hebreo".
En 1949 un congresista estadounidense judío que visitó España con un grupo de políticos de su país entregó al Gobierno una serie de peticiones de la comunidad judía española. Entre ellas estaba levantar un muro para separar las tumbas de protestantes (disidentes) de las israelitas en el cementerio de Sevilla. Por ello, el Gobierno acometió dicha obra a cargo del arquitecto Antonio Delgado Roig, que levantó un muro con una puerta. Este muro fue derribado por el Ayuntamiento en 2010 pero no se derribó el muro del cementerio musulmán porque aquella comunidad no quería.

### El Panteón Republicano
Son muchas las personas del mundo de la cultura que han manifestado la conveniencia de la repatriación a su ciudad de uno de los grandes de la literatura de la generación del 98, el sevillano Antonio Machado. Se ha propuesto por algunas organizaciones culturales y políticas la construcción en el cementerio sevillano de un "Panteón Republicano" en el futuro, donde descansen los restos repatriados de Antonio Machado, del expresidente de la República Diego Martínez Barrio, que se encuentran en una tumba del cementerio, los de José Díaz Ramos, antiguo secretario general del PCE (1932-1942), que fueron repatriados desde Georgia en 2008 y se encuentran también en el cementerio, así como los de los alcaldes republicanos de Sevilla, Isacio Contreras, cuyos restos también están en el camposanto, y Horacio Hermoso Araujo, quien fuera fusilado en 1936 y sus restos están en el columbario que se está investigando. Por otro lado, el ayuntamiento de Montilla lleva años trabajando por la repatriación del que fuera ministro de varios ministerios de la República y poeta, el cordobés Eloy Vaquero Cantillo, cuyos restos se hallan en Nueva York, por lo que se ha propuesto repatriar sus restos e incorporarlos al futuro Panteón Republicano de Sevilla. Asimismo el panteón incorporaría tres líneas de columbarios de los aproximadamente 1800 represariados del monumento "Pico Reja" que se van a construir recientemente. Otros nombres propuestos para el Panteón Republicano son el poeta sevillano de la generación del 27, Luis Cernuda, cuya tumba está en México, Amós Sabrás Gurrea, catedrático de matemáticas, primer alcalde republicano de Huelva y diputado del PSOE en las Cortes republicanas por Huelva desde 1933, que se encuentra en el cementerio de Huelva, así como otro de los propuestos es uno de los fundadores del PCE, diputado por Córdoba de 1936 a 1939 y ministro de cultura de la República Jesús Hernández Tomás (gracias a él se salvó una parte importante del patrimonio cultural de la nación durante la guerra), fue amigo y formó parte de la directiva del PCE de José Díaz. Jesús Hernández se encuentra en el cementerio de México desde 1971. El Panteón Republicano se convertiría en el mayor monumento dedicado a la memoria republicana de toda España.